# Xã Kassel, Quận Hutchinson, South Dakota
Xã Kassel (tiếng Anh: Kassel Township) là một xã thuộc quận Hutchinson, tiểu bang Nam Dakota, Hoa Kỳ. Năm 2010, dân số của xã này là 113 người.